# Charles-Marie Widor

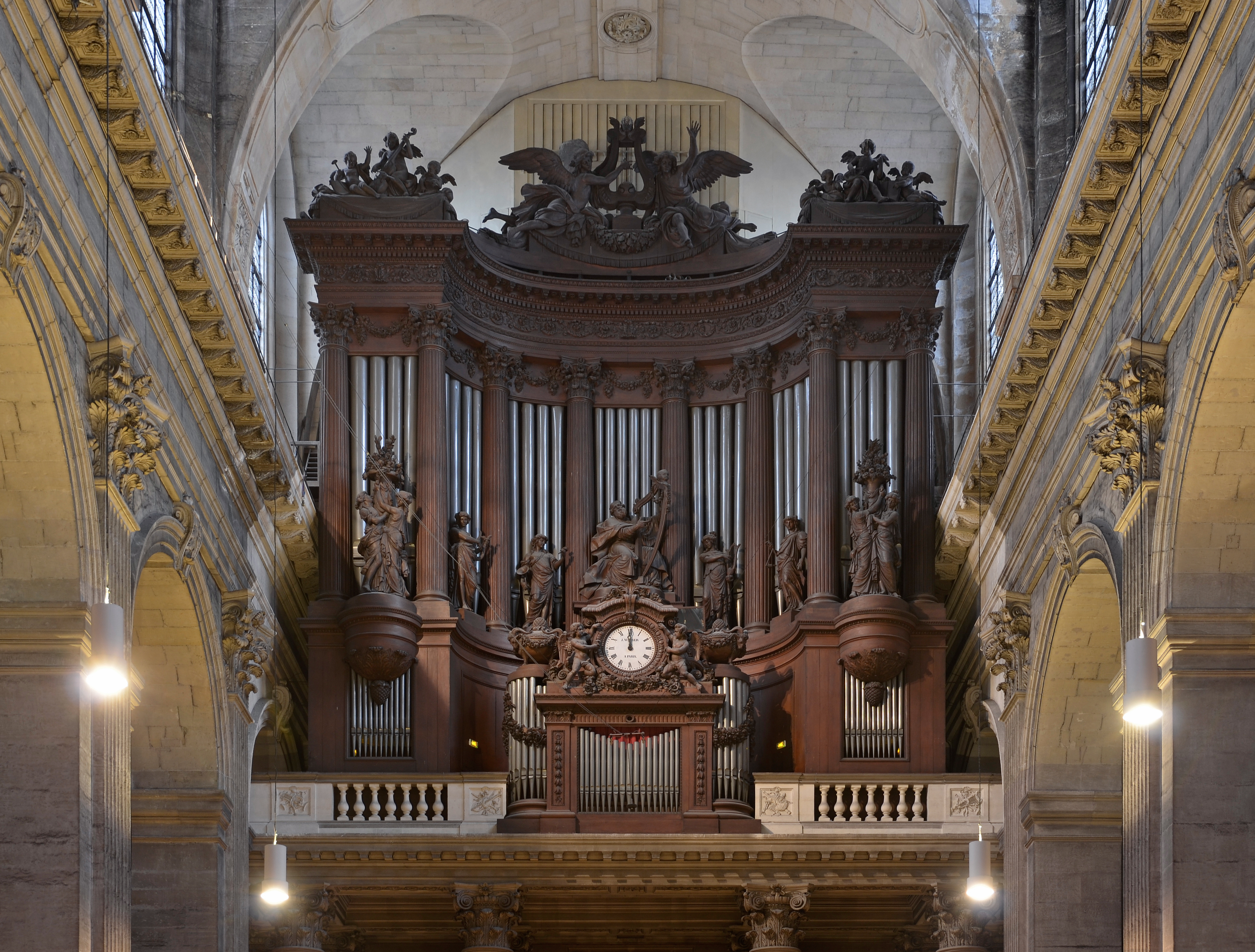
Il capolavoro Cavaillecolliano, all'Église de Saint-Sulpice a Parigi. Widor lo suonò per 64 anni.

Charles-Marie Jean Albert Widor /ʃaʁl maˈʁi viˈdɔʁ/ (Lione, 21 febbraio 1844 – Parigi, 12 marzo 1937) è stato un organista, compositore e didatta musicale francese.

## Biografia
Studiò musica nella sua città natale, grazie agli insegnamenti di suo padre, organista. Svolse ulteriori studi a Bruxelles: studiò organo presso uno dei più rinomati organisti del suo tempo, Jacques-Nicolas Lemmens. Suo insegnante di composizione fu invece François-Joseph Fétis.
Nel gennaio del 1870 fu nominato organista del grande organo Cavaillé-Coll della chiesa parrocchiale di Saint Sulpice, un impegno che svolgerà per ben 64 anni. Nel 1890 subentrò come professore d'organo al Conservatorio di Parigi al posto di César Franck e vi divenne in seguito docente di composizione.
Tra i suoi studenti, spiccano Louis Vierne, Arthur Honegger, Charles Tournemire, Darius Milhaud e Marcel Dupré. Widor è ritenuto uno dei fondatori della scuola organistica francese.

## Opere
Tra le sue composizioni ci sono innumerevoli opere organistiche, tra cui dieci sinfonie per organo, delle quali la quinta è la più conosciuta. Scrisse inoltre messe, opere liriche, balletti, musica vocale, musica da camera e orchestrale. 
Nel 1880 avviene la prima assoluta del balletto La Korrigane con Louis Mérante al Palais Garnier di Parigi dove nel 1896 arriva alla centesima recita.
Di questa produzione oggigiorno soltanto le sue opere per organo sono eseguite con continuità.
Widor si impegnò anche nel giornalismo, inizialmente con lo pseudonimo Aulétès come critico di musica nella rivista Estaffette; dal 1891 poi come editore della rivista Le Piano Soleil.
Un'esclamazione di Widor tramandata da Albert Schweitzer mostra bene la sua attitudine per lo strumento: Suonare l'organo significa manifestare una volontà ricca dello sguardo d'eternità.